# MacLife
A Mac|Life egy amerikai havilap, amit a Future US ad ki. A Macintosh személyi számítógéppel és azokkal kapcsolatos termékekkel foglalkozik, beleértve az iPod-ot és az iPhone.t is. 1996 szeptembere és 2007 februárja között a magazin MacAddict címen jelent meg.

## Története
A Mac|Life és testvér lapja; a Maximum PC a megszűnt CD-ROM Today újság utódja. A CD-ROM Today első lapszáma 1993-ban jelent meg az Imagine Publishing (a mai Future US) jóvoltából, és mind a Windows, mind a Macintosh felhasználóknak szánták és minden lapszámhoz mellékeltek egy CD-ROM-ot, amin shareware és demó programok voltak megtalálhatóak. 1996 augusztusában a CD-ROM Today megszűnt, helyét két másik magazin; a MacAddict és a boot (ami később Maximum PC lett) vette át.
A MacAddict volt az első észak-amerikai újság ami a Macintosh-sal foglalkozott és minden számához mellékeltek CD-ROM-ot. Hasonlóan a CD-ROM Today lemezeihez a MacAddict lemezein is shareware és demó programok találhatóak, de ezek mellett egyéb tartalmakkal; mint például a szerkesztőségi videók vagy a magazin tartalmának előzetese. A MacAddict weblapját naponta frissítik az Apple termékeivel kapcsolatos hírekkel. A MacAddict-nak van egy kabalafigurája; Max, a pálcikaember. 2007 februárjában a MacAddict Mac|Life címen jelent meg. Az új magazin fizikailag nagyobb mint a régi, a Mac felhasználók kreativitására összpontosít és nem mellékelnek hozzá CD-ROM-ot.
A Mac|Life a második legnagyobb példányszámban értékesített Macintosh-sal foglalkozó magazin Észak-Amerikában a Macworld után.
Az újság és annak weblapjának jelenlegi szerkesztői közé tartozik: Jon Phillips; szerkesztőségi vezető, Paul Curthoys; főszerkesztő, Robin Dick; művészeti vezető, Jan Hughes; felelős szerkesztő, Susie Ochs; vezető szerkesztő, Ray Aguilera; teszter és Roberto Baldwin; online szerkesztő.

## Értékelési rendszer
1996-tól 2002 közepéig négy értékelési ikon volt, de mindegyik Max-et ábrázolta. A legalacsonyabb volt a „Blech”, a második volt a „Yeah, Whatever”, a harmadik volt a „Spiffy”, míg a legjobb a „Freakin' Awesome”. 2002-től 2009-ig ezt egy hagyományosabb ötös skálán értékelő rendszer váltotta, majd 2010-ben egy 10-es skála váltotta, amin félpontok is vannak.

## Mac|Life fórumok
Az újság weblapján eredetileg volt egy üzenőfal is. A fórumnak több mint 25 000 regisztrált felhasználója volt, akik naponta több mint 2000 hozzászólást írtak. 2010. november 13-án bejelentették, hogy november 17-én be fogják zárni a fórumokat.